# Creole Gardens (A New Orleans Suite)
Creole Gardens (A New Orleans Suite) ist ein Jazzalbum von Joe McPhee und Michael Zerang. Die am 24. September 2009 im Veranstaltungsort Big Top in New Orleans entstandenen Aufnahmen erschienen am 1. September 2011 auf NoBusiness Records.

## Hintergrund
Joe McPhee und Michael Zerang hatten zuvor 13 Jahre zusammen als integraler Bestandteil von Peter Brötzmanns Chicago Tentet und in McPhees Survival Unit III Trio zusammengearbeitet.
Die Musik ist dem aus New Orleans stammenden Schlagzeuger Alvin Fielder gewidmet.

## Titelliste
- Joe McPhee & Michael Zerang: Creole Gardens (A New Orleans Suite) (NoBusiness Records – NBCD 32)[1]

1. Congo Square Dances / Saints and Sinners 23:56
2. Rise / After the Flood 9:18
3. Crescent City Lullaby 8:46
4. And Now Miss Annie, the Black Queen 7:14
5. The Drummer - Who-Sits On-the-Drum 10:54

Die Kompositionen stammen von Joe McPhee und Michael Zerang.

## Rezeption

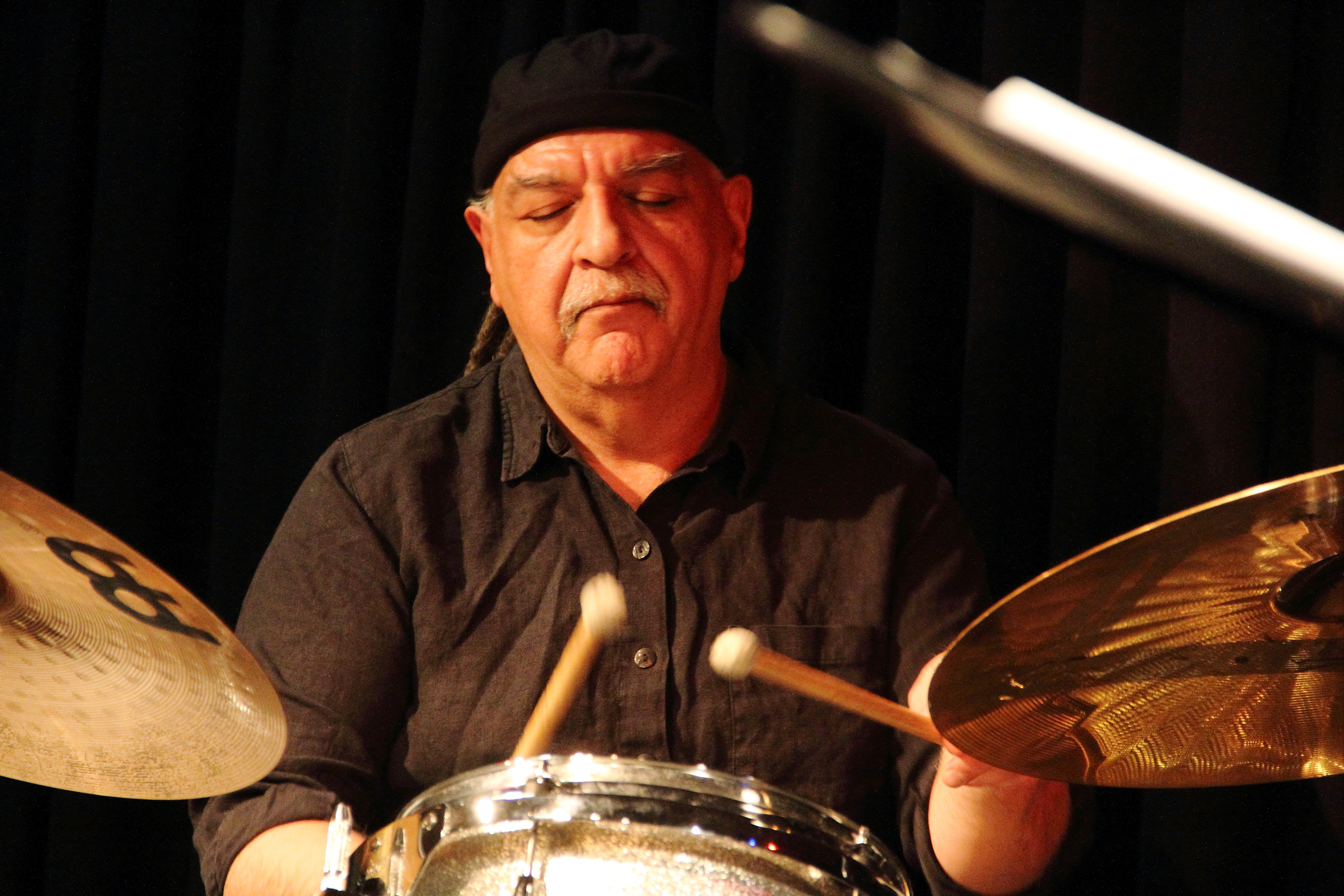
Michael Zerang bei einem Auftritt von Gebhard Ullmann/Steve Swell´s Chicago Plan im club W71 in Weikersheim

Nach Ansicht von John Sharpe, der das Album in All About Jazz rezensierte, reiht sich das Album ein, in die zahlreichen vorangegangenen Duoformationen McPhees, wobei Schlagzeuger einen prominenten Strang bilden würden, notierte John Sharpe. Zu McPhees Partnern zählten in den Jahren zuvor etwa Hamid Drake, Paul Hession, Paal Nilssen-Love und Chris Corsano, doch diese Begegnung mit dem in Chicago lebenden Michael Zerang zähle zu den lohnendsten. Es helfe, dass beide auf eine gute gemeinsame Erfahrung zurückgreifen können, aber es gehe nicht nur um Vertrautheit: Ein großer Teil des Erfolgs dieses 60-minütigen Konzerts beruhe darauf, wie gut sie aufeinander abgestimmt sind. Zerang bringe all seinen rhythmischen Scharfsinn zur Geltung. Seine lockeren, taumelnden Kadenzen mit reichlich Platz bieten fruchtbaren Boden, auf dem McPhee seine patentierte Mischung aus intellektuellen Abstraktionen und extemporierter Melodik kultivieren könne.
Grego Applegate Edwards schrieb, die mitgeschnittene Musik biete eine ununterbrochenen Stunde kreativer Improvisation. Als unauffällige und angedeutete Kulisse seien immer wieder Echos aus der [musikalischen] Vergangenheit von New Orleans zu hören, aber in erster Linie sei dies eine spontane Interaktion fortgeschrittener Art. Michael Zerang agiere geschmeidig und artikuliert; er schaffe freie, zeitlose Figurationen oder lasse sich in verschiedene lose Grooves fallen. Joe McPhee baue jeden Abschnitt in der Regel um melodische Phrasen herum auf, die er als Sprungbrett für Varianten und diskursive, temperamentvolle Ausflüge nutze.